# Scotland Yard greift ein
Scotland Yard greift ein (Originaltitel The Lodger) ist ein US-amerikanischer Thriller aus dem Jahr 1944 unter Regie von John Brahm. Er basiert auf dem 1913 erschienenen Roman The Lodger von Marie Belloc Lowndes über den historischen Serienmörder Jack the Ripper.

## Handlung
London im Jahr 1888: Die Stadt ist aufgeschreckt durch eine Mordserie an Schauspielerinnen, die von dem geheimnisvollen Jack the Ripper durchgeführt wird. Am Abend eines weiteren Mordes im Stadtbezirk Whitechapel zieht ein mysteriöser Mann namens Mr. Slade als Untermieter in das Haus des mittelständischen Ehepaares Bonting ein. Mr. Slade ist ausgesprochener Gentleman, höflich und etwas sensibel, und zahlt seine Miete bereits im Voraus. Doch hat er gleichzeitig seltsame Eigenheiten, beispielsweise hängt er in seinen gemieteten Zimmern die Bilder von jungen Schauspielerinnen zur Wandseite, da ihn angeblich deren „Blicke“ stören würden. Ebenfalls führt Slade, der am Krankenhaus als Pathologe arbeitet, wissenschaftliche Experimente durch. Mrs. Bonting entwickelt bald erste Befürchtungen, bei Slade könne es sich um Jack the Ripper handeln, die ihr Ehemann aber zunächst abtut.
Mit den Bontings im Haushalt lebt ihre junge Nicht Kitty Langley, eine erfolgreiche Sängerin und Schauspielerin von bemerkenswert schönem Aussehen. Eines Abends wird die Schauspielerin Annie Rowley umgebracht, mit der Kitty noch wenige Stunden zuvor Zeit verbracht hatte. Inspektor Warwick von Scotland Yard befragt deshalb die Buntings und auch Kitty, wobei er an der Sängerin ein mehr als nur berufliches Interesse entwickelt. Kitty ist allerdings eher an dem geheimnisvollen Slade interessiert und die beiden führen mehrere tiefgründige Unterhaltungen. An einem Abend ertappt Kitty ihn dabei, wie er im Ofen des Hauses nachts blutbeschmierte Kleidung entdeckt. Er erklärt das Blut mit einem Beruf und gibt an, die Kleidung wegen einer ansteckenden Krankheit verbrennen zu müssen.
Kitty begnügt sich mit der Erklärung, doch ihre Tante und nun auch ihr Onkel schöpfen zunehmenden Verdacht gegen Mr. Slade. Sie lassen ihre Nichte nicht mehr alleine mit dem Untermieter und ziehen auch Inspektor Warwick ins Vertrauen. Es finden sich einige Indizien, die für Slades Täterschaft sprechen, jedoch scheint der vom Ripper gesicherte Fingerabdruck zunächst nicht mit dem von Slade übereinzustimmen. Warwick stellt aber fest, dass der Ripper sein Opfer mit beiden Händen umbrachte und damit der Fingerabdruck auch von der linken Hand stammen könnte. Der linke Fingerabdruck passt auf Slade.
Unterdessen ist Kitty alleine mit Slade in ihrer Bühnengarderobe. Slade gibt sich schließlich als Mörder zu erkennen und bekennt, gegenüber Kitty sowohl Liebe als auch Hass zu empfinden. Er erklärt Kitty, dass er eine Abneigung gegen Frauen und insbesondere Schauspielerinnen besitze, da diese sich stets ihrer Attraktivität bewussten seien und grausame Macht auf Männer ausübten. Seine wichtigste Bezugsperson, sein Bruder, habe sich einst aus enttäuschter Liebe zu einer Frau umgebracht. Gerade als Slade Kitty erwürgen möchte, stürmen Warwick und weitere Polizisten die Garderobe. Slade kann zunächst flüchten, wird aber eingekesselt. Ohne einen Ausweg ertränkt er sich mit schweren Gewichten in der Themse. Warwick meint, dass das Wasser den Schmutz aus der Stadt spüle. Kitty äußert, sie hoffe, dass Slades seinen Weg ins Meer finde und dort in den tiefen Gewässern endlich Frieden finde.

## Produktionshintergrund
Lowndes Roman war bereits 1927 unter Regie von Alfred Hitchcock als britischer Stummfilm Der Mieter mit Ivor Novello in der Titelrolle verfilmt worden. 1932 erschien eine zweite Verfilmung als Tonfilm unter Regie von Maurice Elvey, erneut mit Novello in der Hauptrolle, die aber weniger bekannt als die Hitchcock-Version ist. In den beiden Novello-Filmversionen stellt sich der Mieter am Ende als eindeutig unschuldig heraus, wahrscheinlich um Novellos damaligem Status als beliebtem Filmidol zu entsprechen. In dieser dritten Lodger-Verfilmung mit dem Charakterdarsteller Laird Cregar stellt sich der Mieter tatsächlich als Jack the Ripper heraus, was in Lowndes Romanvorlage als wahrscheinlich, aber nicht ganz sicher dargestellt wird. Die dritte Verfilmung weicht in einem anderen Punkt von Lowndens Buch ab: waren im Buch die bevorzugten Opfer von Jack the Ripper Prostituierte, sind es in dieser Verfilmung stattdessen Schauspielerinnen. Die Änderung wurde gemacht, um den Regularien des damals für die amerikanische Filmindustrie geltenden Hays Codes zu entsprechen, der ein Problem mit der offenen Darstellung von Prostitution hatte. Auch die Verfilmung von Hugo Fregonese aus dem Jahr 1953 (Der unheimliche Untermieter) beinhaltet diese Änderung.
Bis auf den Amerikaner Laird Cregar als Mieter bestand die Besetzung hauptsächlich aus britischen Schauspielern, etwa George Sanders und Cedric Hardwicke. Merle Oberon war als Tochter von Briten in der damaligen Kolonie Indien geboren, Sara Allgood war Irin. 20th Century Fox setzte auch deshalb auf viele britische Schauspieler, da Lowdens Roman in Großbritannien immer noch viel gelesen wurde und man sich dort ein großes Publikum wünschte. Das Kalkül erwies sich als klug, alleine an den britischen Kinokassen wurden alle Produktionskosten des Filmes wieder eingespielt. Regie führte mit John Brahm alias Hans Julius Brahm ein gebürtiger Deutscher, der als Jude aufgrund des Nationalsozialismus in die USA emigriert war. 
Regisseur Brahm sowie Laird Cregar und George Sanders arbeiteten anschließend bei dem 1945 in den Kinos erschienen Hangover Square erneut zusammen. Handlungstechnisch gibt es einige Ähnlichkeiten: Angesiedelt im London des Jahres 1903, spielt Cregar erneut eine differenzierte, tragische Mörderrolle, und der sonst in anderen Filmen oft als Schurke eingesetzte George Sanders die Person, die ihm auf die Schliche kommt. Für Hangover Square setzte sich Cregar auf eine radikale Diät, an deren Folgen er im Dezember 1944 mit nur 31 Jahren starb. Insbesondere auf Basis seiner Hauptrollen in The Lodger und Hangover Square wird der jung verstorbene Cregar oft als großes verlorenes Talent gesehen.
Gedreht wurde zwischen August und Oktober 1943, seine Weltpremiere hatte der Film am 7. Januar 1944. Das Szenenbild verantworteten James Basevi und John Ewing, die Szenenaustattung übernahm Thomas Little, die Kostüme schuf René Hubert. Zu den im Abspann ungenannten Schauspielern des Films in kleineren Nebenrollen zählen unter anderem Wilson Benge, Billy Bevan, Edmund Breon, Ruth Clifford, Cyril Delevanti, Bess Flowers, Gibson Gowland, Charlie Hall, Gerald Hamer, Lumsden Hare (als Dr. Sheridan), Forrester Harvey, Stuart Holmes (als Kronprinz Edward), Olaf Hytten, Anita Sharp-Bolster (als Kneipenbesucherin Wiggy) und Frederick Worlock (als Sir Edward Willoughby).

## Kritiken
Dennis Schwartz lobt die anregende, atmosphärische Stimmung des Filmes, die auch durch die herausragende Kameraarbeit von Lucien Ballard erzeugt werden würde. Außerdem hob er Laird Cregars Darstellung in der Titelrolle hervor, diese sei „auf brillante Weise verstörend“.
Der Filmdienst lobte The Lodger kurz angebunden als „atmosphärisch dichten Thriller“.